# Бензино
Реймонд Скотт (англ. Raymond Scott; 18 июля 1965, Бостон, Массачусетс, более известный под своим сценическим псевдонимом Бензино (англ. Benzino) — американский рэпер и продюсер.
Наряду с Дэвидом Мейсом (его партнёр на протяжении более 20 лет) Бензино известен как управляющий хип-хоп журналом The Source, который был основан в 1988 году в качестве одного из бюллетеней Мейса в общежитии Гарвардского университета. Он был также одним из основателей нескольких рэп-групп, пока, наконец, не стал сольным артистом. Бензино известен враждой с рэпером Эминемом, которая получила широкую огласку в медиа.

## Вражда с Эминемом
В 2002 году Бензино начал вражду с рэпером Эминемом. Бензино утверждал, что Эминем был «творением машины, которая стремилась дискредитировать вклад чёрных и латиноамериканских артистов в хип-хоп». Он выпустил дисс-запись под названием «I Don’t Wanna», где говорилось, что Эминем не был по-настоящему верен рэп-культуре. Затем Бензино выпустил ещё один дисс «Pull up ya Skirt»,который размещался на его альбоме 2003 года. После выпуска этого трека, Эминем всё-таки ответил двумя дисс-треками под названием The Sauce («Соус»; созвучно с названием журнала The Source) и Nail in the Coffin («Гвоздь в гроб»). В Nail in the Coffin Эминем атакует в сердце The Source путём выявления их тактики «задницы целовать ублюдкам для появления в качестве гостя» и утверждая, что «реальные лирики даже не уважают вас или принимают вас несерьёзно». Эминем продолжает атаковать Бензино и его журнал. Он упоминает, что пожилой возраст Бензино делает его менее конкурентным, и что он использует сына, чтобы помочь себе в финансовом отношении, так как он неудачлив в индустрии хип-хопа. Бензино ответил композицией «Die Another Day», на которую Эминем ответил треком "Go To Sleep" («Отправься спать»), в котором приняли участие одни из лучших рэперов нулевых — Obie Trice и DMX. Бензино затем выпускает микстейп-треки «Built for This» и «Lose Yourself». Оба трека были проигнорированы публикой: продажи альбома были очень низкими. Эминем ответил диссом под названием«Задира» (lang-en|Bully). Бензино не переставал оскорблять Эминема, и Маршалл записал трек Like Toy Soldiers («Словно игрушечные солдатики»), где он рассмотрел весь баттл с Бензино и пообещал положить конец этому, прежде чем кто-нибудь пострадает. Эта песня стала одним из величайших хитов Эминема и вошла в его альбом Encore.
The Source раскопал старые записи, в которых молодой Эминем читал рэп с использованием расовых оскорблений против темнокожих женщин. Выпуск журнала был полностью посвящён обзору найденных записей, а также (предположительно) отрицательному воздействию Эминема на хип-хоп индустрию. Со своей стороны, Эминем не отрицал создание этих записей; он утверждал, что сделал их после горького разрыва с афроамериканской подругой (ситуация, которую он подробно описывает в треке «Yellow Brick Road» на его альбоме «Encore»). Он извинился за создание записей, но и призвал общественность рассмотреть происхождение обвинения.
Тем не менее, Эминем подал в суд на The Source за клевету и нарушение авторских прав. Федеральный суд наложил запрет на распространение записей. The Source игнорируя запрет, опубликовал весь текст на своём сайте и в журнале, за что был вынужден заплатить Эминему и его лейблу Shady Records значительную сумму в качестве компенсации. В 2005 году адвокаты Эминема готовились к суду за нарушение авторских прав, но неожиданно сняли обвинения, ссылаясь на то, что рэпер больше не имеет никаких проблем с The Source. Бензино до сих пор официально не закончил биф с Эминемом. Мейс и Бензино назвали данное решение «трусливым» поступком. Они оба утверждали, что они могут наконец разоблачить Эминема и планируют опубликовать «расистскую запись» в будущем выпуске журнала. Тем не менее, The Source был удовлетворён результатами и пришёл к выводу, что этот шаг можно считать победой для обеих сторон. В интервью 2014 года Бензино даже признался, что ему стыдно за такой сумасшедший биф, хотя его точка зрения влияния Эминема на хип-хоп мало изменилась.

## Личная жизнь
Бензино встречался с Карли Редд и Алтеей Харт. В ноябре 2015 года у Скотта и Харт родился сын, но вскоре после этого они расстались. Они вместе появились в 6-м сезоне телешоу Marriage Boot Camp, в котором они рассказывали о своих отношениях. 29 марта 2014 года Скотт был ранен после посещения похорон своей матери в Даксбери, штат Массачусетс.

## Сольная дискография
- 2001: The Benzino Project
- 2002: The Benzino Remix Project
- 2003: Redemption
- 2005: Arch Nemesis
- 2007: The Antidote
- 2011: Im Commin Back

## Совместная дискография

### Made Men
- Classic Limited Edition

### Hangmen 3
- No Skits Vol. 1

## Микстейпы
- Benzino Presents: Die Another Day: Flawless Victory